# Fairfield (Califòrnia)
Fairfield és una població dels Estats Units a l'estat de Califòrnia. Segons el cens del 2000 tenia 107.593 habitants.

## Fills il·lustres
- Quinto Maganini (1897 - 1947), compositor, director d'orquestra i flautista.

## Demografia
Segons el cens del 2000, Fairfield tenia 96.178 habitants. La densitat de població era de 986,3 habitants/km².
Per edats la població es repartia de la següent manera: un 29,8% tenia menys de 18 anys, un 11,1% entre 18 i 24, un 31,3% entre 25 i 44, un 18,8% de 45 a 60 i un 9% 65 anys o més.
L'edat mediana era de 31 anys. Per cada 100 dones de 18 o més anys hi havia 97,4 homes.
La renda mediana per habitatge era de 51.151 $ i la renda mediana per família de 55.503 $. Els homes tenien una renda mediana de 38.544 $ mentre que les dones 30.616 $. La renda per capita de la població era de 20.617 $. Entorn del 7,1% de les famílies i el 9,3% de la població estaven per davall del llindar de pobresa.

## Poblacions més properes
El següent diagrama mostra les poblacions més properes.